# Robin Ince
Robin Ince (né le 20 février 1969) est un comédien de stand-up, humoriste, acteur et écrivain anglais. Il est notamment connu pour avoir présenté l'émission de radio sur la chaine BBC The Infinite Monkey Cage avec le physicien Brian Cox et pour ses apparitions aux côtés de Ricky Gervais.

## Éducation
Après l'école préparatoire de York House près de Croxley Green dans le Hertfordshire, dès l'âge de treize ans, Robert Ince fait ses études au Cheltenham College un pensionnat indépendant pour garçons dans la ville thermale de Cheltenham dans le Gloucestershire, suivi de Royal Holloway, Université de Londres, dont il sort diplômé en anglais et en théâtre en 1991.

## Carrière

### Stand-up
En 1990, Il apparait pour la première fois à Greyfriars Kirkhouse au Festival d'Édimbourg où Eddie Izzard dirige une salle. À l'époque, Robert Ince joue dans une pièce intitulée Shadow Walker de Trevor Maynard. Il apparait au Café royal dans le cadre du spectacle Edinburgh Fringe Rubbernecker, aux côtés de Stephen Merchant, Jimmy Carr et Ricky Gervais en 2001.
En tant qu'ami proche de Ricky Gervais, il fait sa première partie pour sa tournée Politics en 2004 et sa tournée Fame en 2007. Il apparaît également sur le DVD et participe souvent à ses podcasts vidéo, jouant le rôle d'un personnage intimidé et qui se fait attaquer par Ricky Gervais.
Tout au long de 2008, il fait des spectacles au Dorchester Arts Centre pour essayer de nouvelles idées pour ses prochains spectacles. Fin 2008, il sort un DVD live intitulé Robin Ince is as Dumb as You. Entre janvier et avril 2009, il poursuit sa tournée britannique Bleeding Heart Liberal sur 51 dates. Fin 2009 et en 2010, il tourne avec son spectacle intitulé Robin Ince contre la majorité morale. En 2011, il reprend la route avec son émission Happiness Through Science dont le programme est prolongé jusqu'en 2012.
En avril 2015, il publie un article de blog annonçant sa retraite du stand-up, écrivant sur le syndrome de l'imposteur, la commercialisation de la scène comique et le souhait de passer plus de temps avec son fils. Il conclut : « Voyons si je peux renoncer à me lever plus longtemps que j'ai abandonné le whisky, ou si la dépendance est telle que je commencerai à faire des blagues dans la rue devant la Hayward Gallery d'ici août ». Il est retourné à la comédie un an plus tard.
En septembre 2016, il se produit au rassemblement Keep Corbyn à Brighton pour soutenir la campagne de Jeremy Corbyn aux élections à la direction du Parti travailliste. Il organise une tournée de stand-up, Pragmatic Insanity, en septembre 2017.

### Spectacles

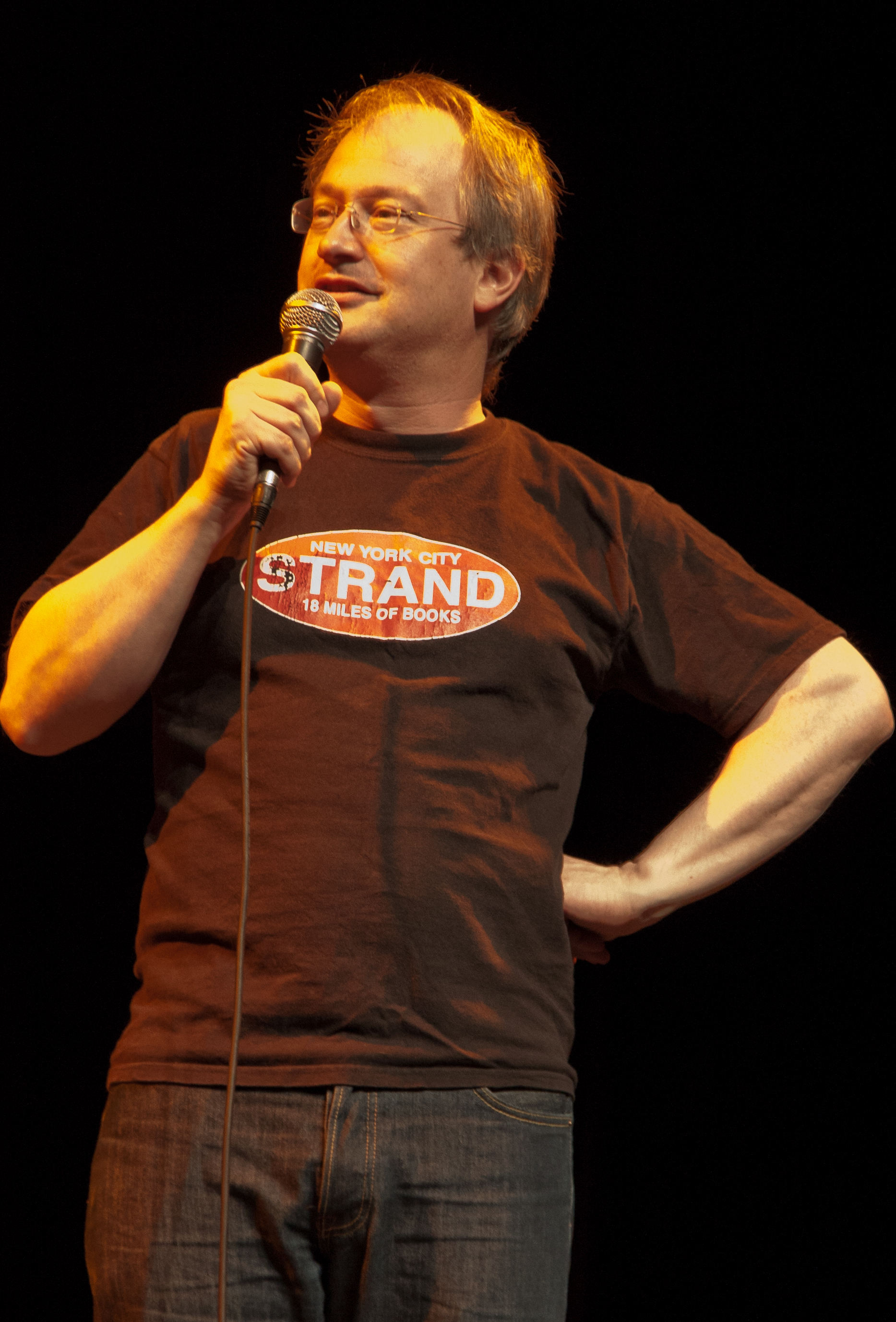
Ince en 2013

En 2005, il dirige la soirée Book Club à The Albany, à Londres, où les artistes sont encouragés à tester des sketchs et idées nouvelles et expérimentales. Le club tire son nom de ses tentatives de lire à haute voix - et de critiquer avec humour - divers livres d'occasion que le public et lui apportent. Le Book Club est un succès et s'ensuit une tournée complète au Royaume-Uni en 2006, la même année où il remporte le Time Out Award pour meilleure performance en comédie. En 2010, Ince publie un livre intitulé Robin Ince's Bad Book Club sur ses livres préférés qu'il a utilisés pour ses émissions.
Robin Ince est commissaire de Nine Lessons and Carols for Godless People (rebaptisé plus tard Nine Lessons and Carols for Curious People ) depuis 2008, un spectacle de Noël avec des prestations d'humoristes, de musiciens et de scientifiques.

### Télévision
Robert Ince commence sa carrière télévisuelle en tant que comédien, travaillant sur The 11 O'Clock Show, pour lequel il joue également en tant qu'imitateur. Il apparait dans The Office comme un interviewé raté, Stuart Foot.
La deuxième émission Nine Lessons and Carols for Godless People est diffusée sur BBC Four en 2009, sous le nom de Nerdstock: 9 Lessons and Carols for Godless People.

### Radio
Robert Ince et le physicien Brian Cox présentent la série scientifique The Infinite Monkey Cage sur BBC Radio 4. L'émission remporte un Gold Award dans la catégorie meilleur programme de discussion aux Sony Radio Awards de 2011,.
Il contribue régulièrement à l'émission BBC Radio 6 Music de Steve Lamacq, apparaissant chaque semaine en tant que "profileur musical" de l'émission.

### Podcast et Internet
Il présente le podcast Utter Shambles (anciennement Show & Tell ) pour Paramount Comedy avec Josie Long, et a présenté Serious About Comedy de BBC Radio 4 Extra de 2005 jusqu'à sa fin en novembre 2007. Les panélistes réguliers de l'émission comprennent les artistes du Book Club, Josie Long, Howard Read et Natalie Haynes, les critiques de comédie Bruce Dessau et Stephen Armstrong, et bien d'autres de l'industrie britannique de la comédie. Il présente ensuite Book Shambles avec Robin et Josie avec Josie Long qui est financé via Patreon et le podcast musical Vitriola avec le comédien Michael Legge.
En 2013, il co-créé The Incomplete Map of the Cosmic Genome, un magazine scientifique en ligne. Il est hôte et coproducteur du projet. Parmi les contributeurs figuraient Brian Cox, Helen Czerski, Stephen Fry, Chris Hadfield et Stewart Lee.

## Vie privée et engagements
Robert Ince est athée et soutient la Rationalist Association via le magazine New Humanist en organisant des événements au Bloomsbury Theatre et au Hammersmith Apollo avec des scientifiques, des musiciens et des comédiens. Le premier de ceux-ci était Nine Lessons and Carols for Godless People à Noël 2008, et plus récemment, a Night of 400 Billion Stars. Les contributions régulières proviennent de Josie Long, Chris Addison, Ricky Gervais, Richard Dawkins, Simon Singh et Philip Jeays. En 2009, il organise deux événements avec Josie Long, appelés Darwin 's Birthday Spectacular, marquant à la fois le 200ème anniversaire du scientifique et le 150ème anniversaire de la publication de son livre On the Origin of Species. Il a été distingué parrain des humanistes britanniques. 
C'est un mécène de Dignity in Dying.
Le 15 septembre 2010, avec 54 autres personnalités publiques, il signe une lettre ouverte publiée dans The Guardian déclarant leur opposition à la visite du pape Benoît XVI au Royaume-Uni comme une visite d'État.

## Récompenses
- Prix Chortle - Prix de l'innovation (2006)
- Time Out - Contribution exceptionnelle à la comédie (2006)
- Prix Chortle - Meilleur compère (2007)
- Sony Radio Awards - Prix d'or du meilleur programme de discussion (2011)
- Prix Ockham du meilleur événement / campagne sceptique (2012)
- Membre honoraire - University College London (2014)[17]
- Doctorat honorifique en sciences - Royal Holloway, Université de Londres[18]
- Sympathisant distingué de la British Humanist Association[14]

## Autres apparitions
Il apparait dans plusieurs événements scientifiques, y compris le line-up du Bright Club de l'Université de Londres en 2009 et 2010,, et prend part au Cheltenham Science Festival en 2011 et 2014.
Il est également un grand partisan du festival annuel Pestival qui présente la science, la musique et la comédie, un participant régulier du festival Latitude.
Il est invité pour la conférence Voltaire 2012 de la British Humanist Association, intitulée «L'importance d'être intéressé».
Il est le chanteur principal du combo rock alternatif TheReg de 1992 à 1994.

## Spectacles
- 2001: Rubbernecker avec Ricky Gervais, Stephen Merchant, Jimmy Carr - Cafe Royal
- 2004: Robin Ince, lauréat du prix - Star of the Office, série 1. Épisode 5 (First Bit) - Underbelly
- 2005: Ricky Gervais et invités au Dominion Theatre
- 2005: Robin Ince is as Dumb as You - Pleasance et Edinburgh Fringe 2005
- 2005: Book Club - Underbelly, Lowdown à l'Albany
- 2006: Robin Ince Isn't Waving - The Assembly Rooms et à Edinburgh Fringe 2006
- 2007: Robin Ince savait que cela arriverait, Edinburgh Fringe
- 2007: Lion's Den Comedy Club - The Cross Kings à Kings Cross
- 2008: Nine Lessons and Carols for Godless People, spectacle de Noël
- 2008: Ce que j'aime chez Carl Sagan et autres, Edinburgh Fringe
- 2008: Comedy Nights - Dorchester Arts Centre (toute l'année)
- 2008: Dernière soirée comique du Crewe Limelight Club
- 2009/2010: Robin Ince versus The Moral Majority (tournée au Royaume-Uni)
- 2009: The Return of Nine Lessons and Carols for Godless People
- 2009: Anniversaire spectaculaire de Charles Darwin avec Josie Long
- 2009: Karaoke Circus, Edinburgh Fringe
- 2009: Carl Sagan Is My God, Oh And Richard Feynman Too, Edinburgh Fringe
- 2009: Night of 40 Billion Stars, avec Chris Addison et d'autres
- 2009: Bleeding Heart Liberal (tournée au Royaume-Uni)
- 2009: Soirée de charité au bar Grovel à Manchester
- 2011/2012: Happiness through Science (tournée au Royaume-Uni)
- 2011: Uncaged Monkeys Tour avec Simon Singh, Brian Cox, Ben Goldacre et Helen Arney
- 2011: Ince and Legge - Stand 5 Comedy Club, Edinburgh Fringe
- 2013: L'importance d'être intéressé (tournée au Royaume-Uni)
- 2014: Robin Ince est dans (et hors) de son esprit (Trinity Science Gallery)
- 2016: Gloom Aid (Le 100 Club)
- 2017: Pragmatic Insanity (tournée au Royaume-Uni)

## Télévision
- 1999: Auteur, Big Impression d'Alistair McGowan (BBC One)
- 2000: Auteur, rencontrez Ricky Gervais (Channel 4)
- 2001: "Stuart Foot" (interviewé), The Office (BBC Two)
- 2003: Scénariste / interprète, The State You're In (BBC Three)
- 2003: Scénariste / interprète, The Pilot Show (Channel 4)
- 2003: John Peel, The 11 O'Clock Show (canal 4)
- 2004: Auteur, The Late Edition (BBC Four)
- 2004: Scénariste / interprète, Celebdaq (BBC Three)
- 2005: Auteur, The Problem With Anne Robinson (BBC Two)
- 2006: Stand Up Routine, Edinburgh &amp; Beyond (Paramount Comedy 1)
- 2006: Invité, Mock the Week (BBC Two)
- 2007: Interprète Sketch, Comedy Cuts (ITV2)
- 2008: Consultant en comédie, Skins (Channel 4)
- 2009: Animateur, Richard & Judy's New Position (Regarder)
- 2009: Invité, What the Dickens (Sky Arts)
- 2010: Animateur, Nerdstock: 9 Lessons and Carols for Godless People (BBC Four)

## Radio
- 2002-2004: Scénariste / interprète, The in Crowd (BBC Radio 4)
- 2003-2006: Auteur/ interprète, The Day the Music Died ( BBC Radio 2 )
- 2003-2006: Auteur/ interprète / Morrissey / John Peel / Satan, Crimes Against Music de Mitch Benn (BBC Radio 4)
- 2003-2004: Animateur, Spanking New (BBC Radio 7)
- 2004: Interprète, Think the Unthinkable (BBC Radio 4)
- 2004-2008: Interprète, The Now Show (BBC Radio 4)
- 2005: Animateur, Serious About Comedy (BBC Radio 7)
- 2005: Auteur, Dead Ringers (BBC Radio 4)
- 2006-2007: Panéliste, The Personality Test (BBC Radio 4)
- 2008: Panéliste, Just a Minute (BBC Radio 4)
- 2009-présent: Animateur, " The Infinite Monkey Cage " (BBC Radio 4)
- 2009: Invité, Geoff Lloyd's Hometime Show (Absolute Radio)
- 2010 Présentateur " Schrodinger's Quantum Kittens " (BBC Radio 4)[25]

## Film
- 2007 : Co-auteur de Razzle Dazzle : A journey into dance de Darren Ashton.

## DVD
- Robin Ince is as Dumb as You (2006)
- Nine Lessons and Carols For Godless People (2008)
- Ten Lessons and Carols For Godless People (2011)
- More Nine Lessons and Carols For Godless People (2012)
- Happiness Through Science (2013)
- Robin Ince's Last Ever Show(2015)